# Ella Van Kerkhoven
Ella Van Kerkhoven (* 20. November 1993 in Löwen) ist eine belgische Fußballspielerin. Sie steht derzeit bei Feyenoord Rotterdam unter Vertrag und spielte 2018 erstmals für die belgische Nationalmannschaft.

## Karriere

### Vereine
Ella Van Kerkhoven begann ihre Karriere bei Oud-Heverlee Löwen und wechselte 2015 zum RSC Anderlecht. Im Jahr 2018 erhielt sie als Torschützenkönigin den Sparkle in der Kategorie Buteuse, da sie in der Saison 29 Tore erzielt hatte. 2019 wechselte sie dann zu Inter Mailand in die Serie A. Bereits 2020 verließ sie den Verein wieder und wurde von KAA Gent verpflichtet. Im Sommer 2021 wechselte sie wiederum zum RSC Anderlecht. 2022 kehrte sie schließlich zu Oud-Heverlee Löwen zurück.

### Nationalmannschaft
Van Kerkhoven spielte zunächst für die belgische U-15-Mannschaft und U-19-Mannschaft. Für die belgische Nationalmannschaft kam sie erstmals am 31. August 2018 bei einem Spiel gegen Rumänien im Rahmen der Qualifikation zur Fußball-Europameisterschaft 2019 zum Einsatz. In diesem Spiel erzielte sie direkt ihr erstes Länderspieltor für die Nationalmannschaft. Bei der Fußball-Europameisterschaft der Frauen 2022 spielte sie lediglich im ersten Gruppenspiel, wobei sie erst in der Nachspielzeit eingewechselt wurde.
In der Qualifikation für die WM 2023 wurde sie nur in den letzten beiden Gruppenspielen eingesetzt. Durch die 0:1-Heimniederlage im vorletzten Gruppenspiel gegen Norwegen verpassten sie die direkte Qualifikation. Durch den 7:0-Sieg im letzten Gruppenspiel, bei dem sie drei Tore erzielte, hatten sie als Gruppenzweite aber noch die Chance sich über die Play-offs zu qualifizieren. Hier verloren sie aber mit 1:2 gegen Portugal. Auch in diesem Spiel wurde sie eingesetzt. In der UEFA Women’s Nations League 2023/24 kam sie nicht zum Einsatz, in der letztlich erfolgreichen Qualifikation zur EM 2025 saß sie in den beiden letzten Gruppenspielen nur auf der Bank. Als Gruppendritte verpassten sie die direkte Qualifikation, hatten aber noch die Chance sich über die Play-offs zu qualifizieren. Diese Chance konnten sie nutzen und sie kam in drei der vier Spiele zum Einsatz und erzielte drei Tore. In der UEFA Women’s Nations League 2025 hatte sie nur je einen Kurzeinsatz im ersten und letzten Spiel.
Am 11. Juni 2025 wurde sie für die EM-Endrunde nominiert. Im vorletzten Testspiel vor der EM-Endrunde wurde sie bei der 0:5-Niederlage gegen Frankreich zur zweiten Halbzeit eingewechselt. Bei der Endrunde wurde sie lediglich im ersten Gruppenspiel für die Schlussminuten eingewechselt und schied mit der Mannschaft als Gruppendritte aus.

## Privates
Ella Van Kerkhoven lebt in einer gleichgeschlechtlichen Beziehung mit der belgischen Fußballspielerin Diede Lemey.